# Gilbert, Arkansas
Gilbert là một thị trấn thuộc quận Searcy, tiểu bang Arkansas, Hoa Kỳ. Năm 2010, dân số của thị trấn này là 28 người.

## Dân số
- Dân số năm 2000: 33 người.
- Dân số năm 2010: 28 người.